# Koninkrijk Vientiane
Het koninkrijk Vientiane is een voormalig koninkrijk dat grofweg het centrale deel van Laos en het noorden van Isaan in Thailand besloeg. 

## Erfenis van Lan Xang
Het koninkrijk ontstond toen in 1707 het koninkrijk Lan Xang door de koning van Ayutthaya in twee delen werd gesplitst om het koninkrijk minder sterk te maken. In het noorden werd het koninkrijk Luang Prabang (Lan Xang Hom Kao) gesticht met als hoofdstad Luang Prabang, in het zuiden het koninkrijk Vientiane met als hoofdstad Vientiane (Wieng Chan in Lao). De eerste koning van Vientiane was de laatste koning van Lan Xang, Sai Setthathirat II. 

## Vazal van Siam
Tot aan 1777 stond het land afwisselend onder invloed van Birma, Vietnam en het koninkrijk Ayutthaya. In 1713 splitste ook het koninkrijk Champassak zich af van Vientiane en daarmee werd de positie van het koninkrijk verder verzwakt. In 1777 viel het koninkrijk Siam Vientiane binnen en de legers die geleid werden door prins Anandasena (de latere koning Nanthesan) werden verslagen door een leger onder leiding van generaal Chakri, de latere koning Rama I. Koning Ong Boun werd in 1778 verdreven en een gouverneur werd aangesteld, geheten Phaya Supho. Deze gouverneur werd echter in 1780 door Ong Boun verslagen en vermoord. Hierna volgde een periode waarin de koningen van Vientiane vazallen waren van het machtigere Siam en ze werden dan ook door de koningen van Siam benoemd en soms ook afgezet. 

## Opstand van koning Anouvong
De laatste koning van Vientiane, Anouvong, wilde weer opnieuw onafhankelijk zijn van Siam en viel in 1828 de noordoostelijke provincies van Siam binnen. Hij deed dit omdat hij in de overtuiging was dat de Britten die op dat moment Birma onder controle hadden ook Siam zouden binnenvallen. Dit gebeurde echter niet en hij werd verslagen door een Siamees leger. Een detail hierbij is dat in 1821 zijn eigen dochter, prinses Chandrajumi en in 1827 zijn kleindochter, prinses Kaeva Kumari met koning Rama III getrouwd waren. 

## Het einde van een koninkrijk
De Siamezen namen hem en andere leden van het koninklijk huis nu gevangen en voerden hen af naar Bangkok in november 1828. Zij zouden in Bangkok omgebracht worden in de nacht van 25 januari op 26 januari 1829. De stad Vientiane werd bijna totaal vernietigd op een aantal tempels na (waaronder Wat Si Saket) en ontvolkt. De bevolking van de stad werd gebruikt om de dunbevolkte gebieden van Noordoost-Thailand te bevolken. De gebieden die deel uitmaakten van het oude koninkrijk werden door Siam geannexeerd en omgevormd tot provincies van het land. In 1887 werd een gedeelte van het oude koninkrijk door de Fransen ingenomen en het werd onderdeel van de Unie van Indochina. In 1941 werden de door Frankrijk gekolonialiseerde gebieden van het oude koninkrijk Vientiane bij het koninkrijk Luang Prabang gevoegd en werd de basis gelegd voor het ontstaan van het moderne Laos. 